# Waropen (taal)
Het Waropen is een Austronesische taal die wordt gesproken in Papoea, Indonesië.
Deze taal kent ongeveer 10.000 sprekers die grofweg het oostelijk kustgebied van de Geelvinkbaai bewonen.

## Classificatie
- Austronesische talen
  - Malayo-Polynesische talen
    - Oost-Malayo-Polynesische talen
      - Zuid-Halmahera-West-Nieuw-Guinese talen
        - West-Nieuw-Guinese talen
          - Cenderawasih baai talen

## Dialecten
Het Waropen kent de volgende dialectgroepen: Ambumi, Napan-Weinami (Napan, Weinami en Makimi), en Waropen-Kai. De laatste is een dialectgroep en deze kan weer worden onderverdeeld in Waren en de Urei-Faisei groep welke bestaat uit de spreekvormen uit de (voormalige) dorpen Sanggei, Nubuai, Paradoi, Mambui, Woinui, Risei-Sayati en Wonti.

## Typologie
Een aantal kenmerken die veel in de regio van de Geelvinkbaai-talen worden aangetroffen typologiseren ook het Waropen. Allereerst is het Waropen net zoals het Mor (dat wordt gesproken op de Mor-eilanden) een zogenaamde pitch accent-taal, waarbij toonhoogte wordt gebruikt om nadruk te leggen. Er zijn misschien argumenten om Waropen een toontaal te noemen, maar omdat niet op iedere lettergreep distinctieve toonhoogte ligt, delen we het Waropen in bij de pitch accent-talen totdat nader onderzoek anders uitwijst.
Het Waropen kent alleen open lettergrepen dat wil zeggen er zijn geen lettergrepen die op een medeklinker eindigen.
Het Waropen kent net als veel omringende Austronesische talen naast een enkel- en meervoud ook een tweevoud en een drievoud.
Werkwoorden kunnen worden ingedeeld in twee klassen, namelijk reflexieve en niet-reflexieve werkwoorden. Reflexieve werkwoorden geven een toestand van het menselijk lichaam weer en worden anders vervoegd dan niet-reflexieve werkwoorden.
Het Waropen onderscheidt realis- en arealis bezit, uitgedrukt in verschillende sets bezittelijke voornaamwoorden. Realis bezit is bezit dat reeds is gerealiseerd, arealis bezit is bezit dat nog gerealiseerd dient te worden. Ook de vaker voorkomende onderverdeling tussen vervreemdbaar en onvervreemdbaar bezit is een eigenschap van de Waropen grammatica.
Onvervreemdbare zelfstandige naamwoorden zijn zelfstandige naamwoorden met een aparte vervoeging die duiden op zaken waarvan men vindt dat die onlosmakelijk zijn van zijn/haar eigenaar. B.v. het woord voor kind of vrouw is vaak onvervreemdbaar omdat je kind altijd je kind is en zal blijven, hoewel dit per taal verschilt. In sommige talen zijn juist prauwen en bijlen onvervreemdbaar en vrouwen en kinderen niet omdat de laatsten kunnen worden geschaakt of geadopteerd.
Het deiktisch systeem is vrij complex.
Syntaxis wordt gekenmerkt door elkaar opeenvolgende verbale frasen, een eigenschap die ook veel niet-Austronesische Papoea-talen in de omgeving bezitten.

## Fonologie
In het Waropen onderscheiden we de volgende fonemen:
Vocalen:
| Voor | Centraal | Achter |
| [i]  |          | [u]    |
| [e]  |          | [o]    |
|      | [a]      |        |

Consonanten:
|                      | Labiaal | Dentaal | Alveolair | Velair | Faryngaal |
| Plofklank            | [p] [b] | [t] [d] |           | [k]    |           |
| Wrijfklank           | [f]     |         | [s]       |        | [ʕ]       |
| Semi-vocaal en trill | [w]     |         | [r]       |        |           |
| Neusklank            | [m]     | [n]     |           |        |           |
| Nasale clusters      | [mb]    | [nd]    |           | [ŋg]   |           |

## Toon
Het Waropen gebruikt toonhoogteverschillen als manier om onderscheid te maken in betekenis van woorden. Echter, niet alle lettergrepen in het Waropen dragen deze distinctieve toon. Er zijn wetenschappers die het Waropen onmiddellijk zouden bestempelen als een toontaal afhankelijk van welke wetenschappelijke stroming men aanhangt. Weer andere, die een minder ruime definitie van het begrip toontaal hanteren zouden het classificeren als een pitch accent-taal, maar zeker is wel dat het Waropen heel dicht tegen de strikte definitie van een toontaal aan zit.
Bij het beschrijven van toon in het Waropen maken we onderscheid tussen eenlettergrepige woorden en meerlettergrepigen, net zoals Lex van der Leeden heeft gedaan voor het Ma'ya ("Ma'ya, a Language Study. A. Phonology", A.C. van der Leeden, 1993).
Voor eenlettergrepige woorden onderscheiden we 5 tonemen en 3 toonhoogtes, hoog (H), mid (M) en laag (L).
- ra (LM) = hij/zij gaat
- ra (ML) = bloedzuiger
- ra (MH) = casuarinenboom
- ra (HL) = vrucht van casuarinenboom
- ra (M) = ik

Bij meerlettergrepigen valt het accent op de lettergreep met de hoogste toonhoogte. Alle andere tonen in het woord zijn dan lager. Dus voor een woord van twee lettergrepen kun je de combinaties HM, ML en HL hebben wanneer het accent op de voorlaatste lettergreep valt (de voorkeur in de meeste Austronesische talen).
- ande (HL) = vreemdeling
- ande (LH) = verfrissend

- arana (HLL) = zij (mv) zeilen
- arana (LHM) = blad
- arana (HLM) = doorn